# Некрасово (Томський район)
Некра́сово (рос. Некрасово) — присілок у складі Томського району Томської області, Росія. Входить до складу Богашовського сільського поселення.

## Населення
Населення — 72 особи (2010; 41 у 2002).
Національний склад (станом на 2002 рік):
- росіяни — 93 %